# Джованна I
Джованна I (італ. Giovanna I; 1328 — 12 травня 1382) — королева Неаполю у 1343—1382 роках, графиня Провансу.

## Життєпис

### Молоді роки
Походила з Анжуйської династії Капетингів. Донька Карла, герцога Калабрії (старшого сина короля Роберта I), і Марії Валуа, сестри Філіппа VI, короля Франції. 1328 року помер її батько, а 1331 року — мати. 1333 року оголошена герцогинею Калабрії, а згодом за наполяганням діда вступила в шлюб з Андрієм Угорським. 1334 року Джованну оголосили княгинею Салерно. Здобула гарну освіту, її вчителі відзначали блискучі таланти. Втім з дитинства виявила себе норовливою, з палким характером, нестримно віддавалася своїм пристрастям, вела безладне життя. Замолоду мала декілька позашлюбних зв'язків.
Після смерті діда короля Роберта I у 1343 році успадкувала трон Неаполя під контролем регентської ради.

### Королювання

#### Перший шлюб
Свого чоловіка, угорського принца Андрія, який не мав жодної освіти, королева Джованна I абсолютно щиро зневажала і постійно ображала прибулих разом з ним угорців. Чвари між подружжям ще більше посилилися через суперництво. Фактичними справами керувала регентська рада на чолі із Санчею Майрською. Втім, рада швидко виявила нездатність, тому папа римський Климент VI як сюзерен спрямував до Неаполя свого легата Аймері де Шателса. Коронація Джованни I відбулася у 1344 році.
Королева угорська Єлизавета, мати Андрія, приїхавши до Неаполя з великою сумою грошей, вимагала коронувати свого сина і оголосити його співправителем королеви Неаполя. Національна партія хотіла, щоб він мав лише титул герцога Калабрії, і не погоджувалася надати йому королівську владу. Але папа римський Климент VI, підкуплений угорцями, велів коронувати Андрія. Ця вимога мала для угорського принца найтрагічніший результат: вночі 18 вересня 1345 року його було вбито в королівському палаці в Аверсі, а труп його викинули з вікна в сад. Чутки приписувала цей злочин двом небожам короля Роберта — герцогу Людовіку Тарентському і Карлу, герцогу Дураццо. Сама Джованна I перебувала під сильною підозрою. Вже після смерті чоловіка народила сина. При цьому вона анітрохи не була засмучена загибеллю чоловіка Андрія і 20 серпня 1346 року обвінчалася з герцогом Людовіком.
Скориставшись цим розгардіяшем ще у 1345 році Джованні II, маркіз Монферра захопив частину володінь Неаполя в П'ємонті. Намісник Джованни I намагався повернути володіння за допомогою Жака, князя П'ємонту, і Амадея VI, графа Савойї. Втім вони у 1347 році зазнали поразки від спільних військ Монферра, Салуццо і дофіна В'єннського, в результаті чого П'ємонт для Джованни I було втрачено.

#### Війна з Угорщиною
У 1347 році угорський король Людовік Великий виступив проти Джованни I, плануючи помститися за смерть брата. У січні 1348 року неаполітанське військо зазнало поразки у битві при Капуї, і Людовік Угорський опанував усією країною. Джованна I завантажила на корабель свою скарбницю й втекла в Прованс, який їй належав.
Проте угорський король незабаром зіткнувся в Італії з моровицею. У червні 1348 року він поспішно виїхав до Угорщини, але залишив у всіх фортецях свої залоги. Дізнавшись про це, королева і її чоловік зібрали загони найманців і разом з ними висадилися в Неаполі, в результаті чого почалася запекла війна з угорськими військами. Поступово Джованні I вдалося перетягнути на свій бік кілька загонів, що раніше служили угорському королю, і відтіснити ворогів в Абруццо.
У 1350 році Людовік Великий знову рушив до Неаполітанського королівства і підступив до Неаполя. Джованна I з чоловіком втекли до Гаети. У жовтні того ж року було укладено перемир'я на таких умовах: папа римський проведе слідство щодо вбивства принца-консорта Андрія, і якщо виявиться, що королева невинна в смерті чоловіка, Неаполітанське королівство залишиться за нею. В іншому випадку воно повинно було перейти під владу Людовіка, короля Угорщини. Розшук вівся більш сумлінно: численні підозри проти Джованни I підтвердилися, проте кардинали, що розбирали справу, все-таки оголосили королеву невинною. Було офіційно заявлено, що ненависть її до Андрія розпалилася через підступи диявола і, отже, вона діяла всупереч власній волі. Незважаючи на усю двозначність такого рішення, Людовік Угорський цілком ним задовольнився.

#### Другий та третій шлюби
Слідом за цим Джованна I повернулася до Неаполю. В цей час Людовік Тарентський, другий чоловік королеви, поводився з нею дуже суворо і не давав їй ніякої участі в управлінні, стримував її марнотратство і навіть піддавав тілесним покаранням. У 1356 році Джованна I та її чоловік, скориставшись сходженням на сицилійський трон малолітнього Федеріго III, наказали атакувати Сицилію. Після початкового успіху, неаполітанські війська зазнали поразки. Коли чоловік помер в 1362 році Джованна I не надто шкодувала про його смерть.
Самій їй важко було управляти королівством. Королева шукала людину, яку вона могла б підпорядкувати собі точно так же, як сама була підпорядкована колишньому чоловікові. Зрештою зупинила свій вибір на Хайме IV, королі Майорки. Переймаючись бідністю і сподіваючись, що новий шлюб допоможе йому повернути Майорку, останній прийняв усі умови Джованни I: він не вимагав, щоб йому було надано королівський титул і дозволено участь в управлінні. 1373 року Джованна I отримала від свого родича Філіппа Тарентського князівство Ахейя, яке передала в управління чоловікові.
Але, оселившись у Неаполі, він незабаром посварився з дружиною та її родичами. У наступному році він повернувся до Кастилії і потрапив там в полон до Енріке II, короля Кастилії. Джованна I викупила його за 40 тисяч дукатів, але і тоді він не залишив свого наміру повернути Майорку, незважаючи на те, що королева Неаполю була проти цього. Щоб вилікувати чоловіка від невгамовного честолюбства, Джованна I зважилася на крайні заходи — звеліла взяти його під варту і більше півроку тримала Хайме IV в ув'язненні. Це не допомогло. Хайме поїхав до Франції, здійснив новий похід проти Арагону, зазнав поразки і помер в 1374 року в Кастилії.
Відтоді становище Джованни I ставало дедалі більш непевним. Єдиний син її від першого шлюбу помер ще дитиною. Інших дітей у неї не було, тому доводилося шукати спадкоємця серед бічних ліній Анжуйської династії. Щоб примиритися зі своїм старим ворогом — королем угорським Людовіком Великим — Джованна I оголосила своїм наступником троюрідного брата Карла, герцога Дураццо, якого король Угорщини одружив із небогою Джованни I — Маргаритою.

#### Четвертий шлюб
Проте Джованна I із засторогою поставилася до Карла Дураццо. Щоб убезпечити себе, королева вирішила вступити в новий шлюб. На цей раз вона шукала людину, здатну командувати військами і тримати в покорі найманців. Їй рекомендували принца Оттона Брауншвейн-Грюбенхагена, капітана однієї з найманих армій. У 1376 році вона одружилася з ним, надавши Оттону Тарентське князівство.
Оттон не вимагав королівського титулу, не втручався в справи управління. Але він не зміг врятувати Неаполітанське королівство від заворушень, в які воно занурилося через кілька років.
1377 року потребуючи гроші, королева передала ордену госпітальєрів Ахейське князівство терміном на 5 років за щорічну ренту в 4 тис. дукатів з правом подальшому викупу.

#### Участь у Великій схизмі
У 1378 році, після смерті папи римського Григорія XI, в західній церкви виник розкол (Велика схизма). Кардинали обрали папою римським Урбана VI, який ледве вступивши на престол, своїми насильницькими вчинками образив більшість кардиналів, неаполітанську королеву і римський народ. Дванадцять кардиналів вступили тоді в змову з Джованною I і обрали нового папу римського — Климента VII, який оселився в Авіньйоні. Обидва понтифіки негайно прокляли один одного. Урбан VI вирішив знищити королеву Неаполя, вважаючи її головним супротивником. Він відлучив її від церкви, оголосив проти неї хрестовий похід і умовив угорського короля послати до Неаполя військо на чолі з Карлом Дураццо. Джованна I планувала отримати допомогу від Франції. 1380 року вона всиновила і призначила своїм спадкоємцем брата французького короля анжуйського герцога Людовіка.
Людовік Анжуйський був затриманий внутрішніми справами, в той час як Карл Дураццо уже був в Італії. З великим військом він рушив на Неаполь. Оттон Брауншвейзький відважно захищався, але при всьому своєму вмінні не міг зупинити просування ворога. Барони королівства стали переходити на бік супротивника Джованни I. У червні 1381 року в битві при Сан-Джермано Оттон зазнав поразки. Карл Дураццо вступив до Неаполя. Королева втекла до замку Кастельнуово, який вороги взяли в облогу. Оттон намагався звільнити дружину, проте в серпні зазнав нової поразки і потрапив у полон. Оточена з усіх боків у Кастельнуово, Джованна I на другий день здалася.

#### Загибель
Її тримали під вартою, але поводилися з нею шанобливо. Карл Дураццо сподівався, що королева скасує своє усиновлення Людовіка Анжуйського. Проте Джованна I залишалася непохитною. Невдовзі до Неаполя став підходити Людовік Анжуйський з великим військом, тому за рішенням Дураццо 22 травня 1382 року декілька угорських найманців задушили Джованну I шовковим шнурком в замку Муро. Щоб виправдати свою жорстокість, Карл оголосив, що це помста за вбивство Андрія.

## Родина
1 Чоловік — Андрій, син Карла I Роберта, короля Угорщини
Діти:
- Карл Мартел (1345—1348)

2 Чоловік — Людовік, син Філіппа I, князя Таранто
Діти:
- Катерина (1348—1349)
- Франческа (1351—1352)

3 Чоловік — Хайме IV, син Хайме III, короля Майорки
4 Чоловік — Оттон, син Генріха II, герцога Брауншвейг-Грюбенхагена